# Siegfried Böhm

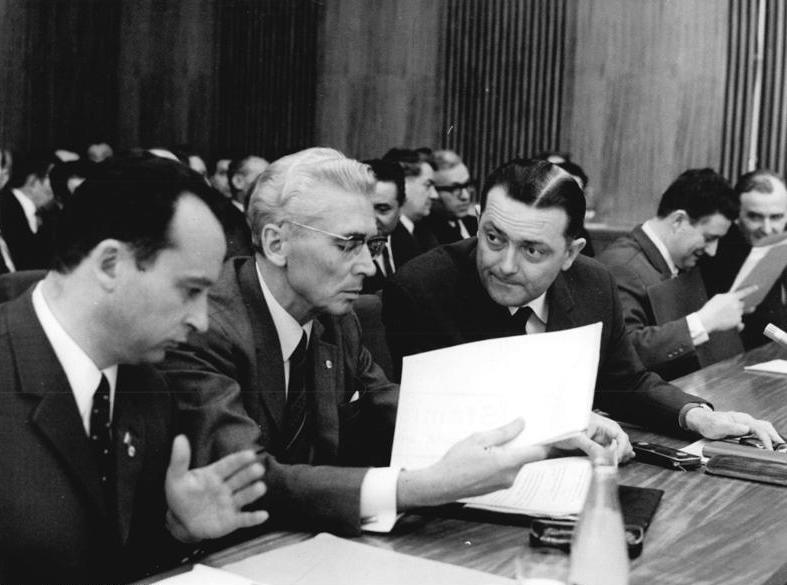
Böhm, links, spricht im Staatsrat der DDR mit Herbert Fechner und Fritz Scharfenstein

Siegfried Böhm (* 20. August 1928 in Plauen; † 4. Mai 1980 in Berlin-Karlshorst) war ein deutscher Politiker (SED). Er war Minister der Finanzen der DDR.

## Leben
Böhm lebte mit seinen Eltern als Kind in Netzschkau im Vogtland, wo er auch zur Schule ging. Ab 1945 absolvierte eine Ausbildung zum Kaufmann. 1947 trat er der FDJ bei, 1948 der SED. 1948–1953 war er hauptamtlicher FDJ-Funktionär. 1953–1954 arbeitete er im Braunkohlewerk Espenhain. 1954–1958 studierte er an der Karl-Marx-Universität in Leipzig und war danach Assistent und Mitglied der Parteileitung der Fakultät für Politische Ökonomie.
Ab 1959 war er in der Abteilung Planung und Finanzen des Zentralkomitees der SED, ab 1963 in Nachfolge von Gerhard Schürer als Leiter. Er war Befürworter des Neuen Ökonomischen Systems der Planung und Leitung der Volkswirtschaft (NÖS). Von 1966 bis 1980 war Böhm als Nachfolger von Willy Rumpf Minister der Finanzen und Mitglied des Präsidiums des Ministerrates (1966–1980). In dieser Funktion betreute er die Einführung der elektronischen Datenverarbeitung im Finanzwesen der DDR. Zu diesem Zweck gründete er 1969 den VEB Datenverarbeitung der Finanzorgane. Außerdem war er von 1967 bis 1980 Mitglied des Zentralkomitees der SED und Abgeordneter der Volkskammer.

## Tod und Ermittlungen

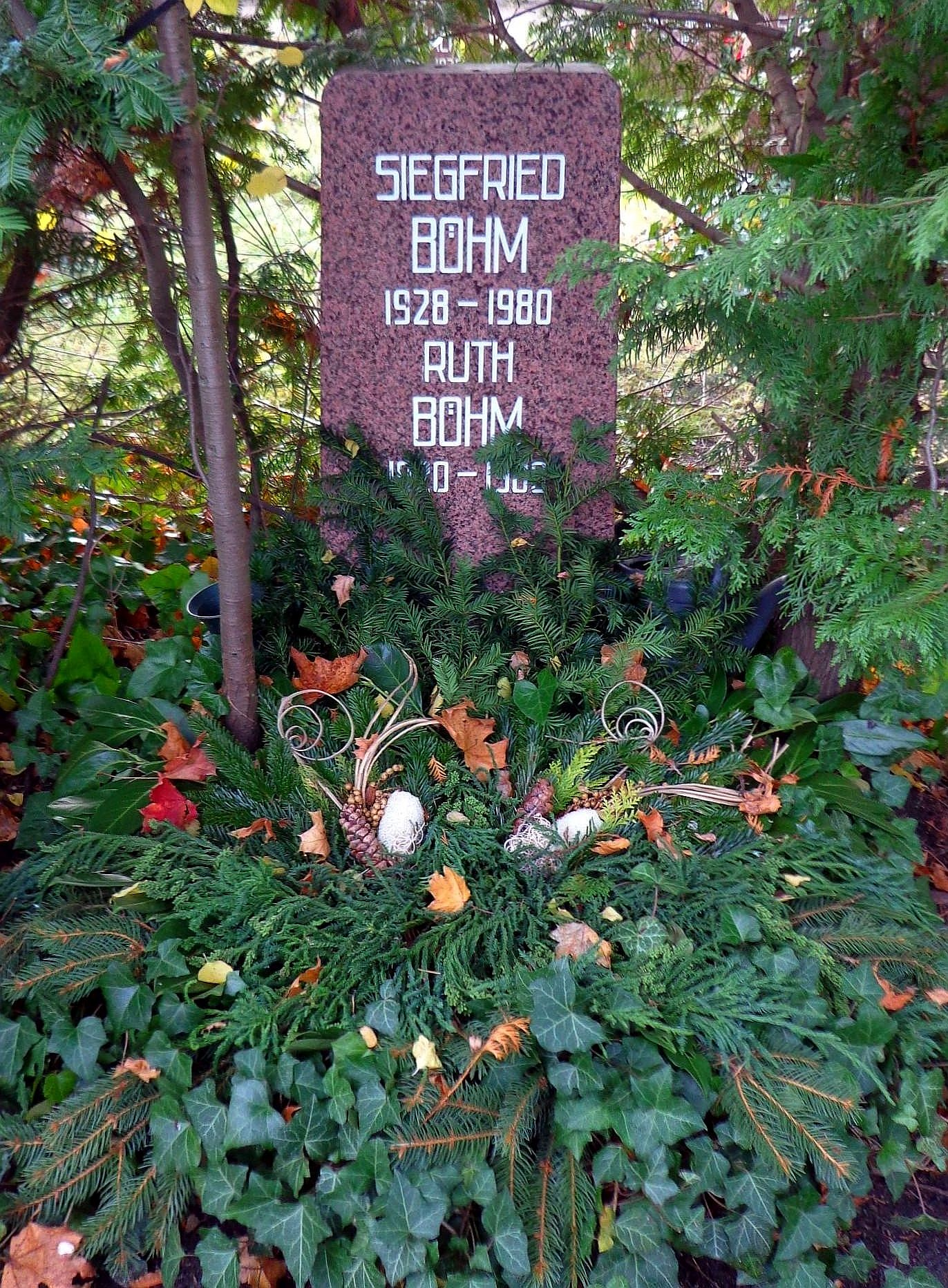
Grabstätte

Am 4. Mai 1980 fand der Sohn sein durch Kopfschüsse getötetes Elternpaar in dessen Schlafzimmer auf. Die Ermittlungen übernahm das Ministerium für Staatssicherheit (MfS). Es kam zu dem Ergebnis, dass Böhms Ehefrau ihren Mann, der seine Familie verlassen wollte, mit seiner Dienstpistole erschossen habe. Anschließend habe die Ehefrau sich mit der gleichen Waffe das Leben genommen. Die Familie Böhms bezweifelte dies. Nach offizieller DDR-Darstellung von 1980 handelte es sich um einen „tragischen Unglücksfall“.
Die Urnen von Siegfried und Ruth Böhm wurden in der Grabanlage Pergolenweg des Berliner Zentralfriedhofs Friedrichsfelde beigesetzt.
Im Jahr 2003 ermittelte die Bundesanwaltschaft gegen ein vermeintliches Mitglied eines Killerkommandos, das auch Siegfried Böhm auf der Liste seiner Auftragsmorde gehabt haben soll. Bundesanwaltschaft und Bundeskriminalamt (BKA) hielten einen Auftragsmord und dessen Tarnung als Eifersuchtsdrama für möglich. Die Tatortfotos des MfS schlössen eine Selbsttötung aufgrund der Lage der Leichen aus. Aussagen des Sohnes, der die Eltern fand, hätten dies bestätigt. Grund für einen Auftragsmord durch das Ministerium für Staatssicherheit könnte, so eine dpa-Meldung, ein Streit Böhms mit dem Politbüro gewesen sein. So habe er als Finanzminister die dramatische wirtschaftliche Situation der DDR nicht mehr mittragen wollen. Böhm habe gedroht, den Bankrott der DDR öffentlich zu machen. Vier Tage vor seinem Tod war er den Feierlichkeiten der SED zum 1. Mai ferngeblieben. Ein im September 2003 im brandenburgischen Kleinzerlang verhafteter Installateur „G.“ sollte auf Befehl der DDR-Führung 25 Menschen mit einer Makarow-Pistole erschossen haben. Im Dezember 2003 musste der Tatverdächtige aus der Untersuchungshaft entlassen werden, nachdem weder ein Beweis für die Existenz des Killerkommandos noch für ein Auftragsmordopfer erarbeitet werden konnte. Wie sich herausstellte, hatte der Installateur die Ermittlungen unbeabsichtigt ausgelöst, als er sich unbekannten Dritten gegenüber interessant machen wollte.

## Auszeichnungen
Böhm erhielt 1964, 1970 und 1974 den Vaterländischen Verdienstorden.